# لاجنسي
في علم الأحياء، توصف بعض الأنواع بأنها لاجنسية إذا كان يمكن أن تتكاثر من دون وجود كائنات من جنسين مختلفين، أو ما يوصف كل واحد منهما بأنه جنسي. يوجد هذا الحال في معظم الكائنات الحية الدقيقة.
يمكن أن يستعمل هذا المصطلح لوصف حالات غير عادية من تكاثر لبعض الأنواع الجنسية، مثل الإكثار الخضري والتوالد العذري